# فالسولدا
فالسولدا (بالإيطالية: Valsolda)‏ هي كومونا تقع في إيطاليا في مقاطعة كومو. يقدر عدد سكانها بـ 1,653 نسمة ومساحتها 31.7 كم2 .

## السكان
في سنة 1861 بلغ عدد السكان 1٬584 نسمة، وتطور العدد ليصل في سنة 2011 لـ 1٬647 نسمة.
يظهر هذا المخطط البياني تطور النمو السكاني لـ فالسولدا